# 光岡湧太郎
光岡 湧太郎（みつおか ゆうたろう、1960年5月20日 - ）は、日本の男性俳優、ナレーター、声優。ヘリンボーン所属。岡山県出身。

## 経歴
劇団青年座研究所8期生。劇団青年座、大沢事務所を経てヘリンボーン所属。
味のある芝居であらゆるジャンルの作品において存在感を発揮する。その語り口はナレーションでも早くから頭角を現し、現在も様々な作品で高い評価を得ている。
2017年に語りを担当した「BS1スペシャル 原爆救護 〜被爆した兵士の歳月〜」がATP賞（全日本テレビ番組製作社連盟）でグランプリを受賞。

## 人物
趣味は散歩。特技は草野球、料理。

## 出演作品

### 映画
- 金融腐蝕列島・呪縛 (監督 原田眞人）
- 狗神　INUGAMI (監督 原田眞人）
- 突入せよ! あさま山荘事件 - 菊岡理事官 役 (監督 原田眞人）
- お墓がない! (監督 原隆仁）
- あおげば尊し（監督　市川準）
- 相棒　劇場版2(監督　和泉聖治）
- アンテナ - 警官 役(監督　熊切和嘉）
- 麦子さんと（監督　吉田恵輔）
- バンクーバーの朝日（監督　石井裕也）
- ゴジラvsスペースゴジラ - Gフォース隊員 役（監督　山下賢章）　他多数

### テレビ
NHK
- 翔ぶが如く - 児玉源太郎、長州藩士 役
- 風林火山 - 三条西実澄 役
- 十時半睡事件帖　第17話　「さむらい志願」
- 人口減少社会　幸福2020
- BSプレミアム 雪舟〜画聖と呼ばれた男〜　他多数

NTV
- 夜逃げ屋本舗
- 私立探偵濱マイク
- 秘密のケンミンSHOW 連続転勤ドラマ 辞令は突然に・・・
- マジカル頭脳パワー!! 迷探偵夏子  長瀬敏男 役　　他多数

MBS
- 命の旅路
- 婚姻関係　　他多数

CX
- あなたの隣に誰かいる - 柏木雅夫 役
- 西遊記
- 風のガーデン
- 不毛地帯 - 医師 役　　他多数

EX
- スウィートデビル
- 笑ウせぇるすまん
- 相棒2
- 交渉人　他多数

### 舞台
- 悟空旅はこれからだ（青年座　前田和則演出）
- ブンナよ木からおりてこい(青年座　宮田慶子演出）
- パラダイスオブギンザ(青年座　前田和則演出）
- 盟三五大切（青年座　鈴木完一郎演出）
- 将軍たちの夜（青年座　高木達演出）
- ワンス アポン ア タイム イン 京都 (演劇企集団THE・ガジラ　鐘下辰男作演出）
- 曽根崎心中(演劇企集団THE・ガジラ　鐘下辰男脚本演出）
- NEVER SAY BANZAI〜鹿屋の四人〜(演劇企集団THE・ガジラ　鐘下辰男作演出）
- お夏狂乱(演劇企集団THE・ガジラ　鐘下辰男脚本演出）
- 汚れちまった悲しみに〜Nへの手紙〜(演劇企集団THE・ガジラ　鐘下辰男脚本演出）
- tatsuya-最愛なる者の側へ(演劇企集団THE・ガジラ　鐘下辰男作演出）
- 1980年のブルースハープ(演劇企集団THE・ガジラ　鐘下辰男作演出）
- POPCORN NAVY-鹿屋の四人(演劇企集団THE・ガジラ　鐘下辰男作演出）
- アプレゲール(演劇企集団THE・ガジラ　鐘下辰男作演出）
- 女殺油地獄(演劇企集団THE・ガジラ　鐘下辰男脚本演出）
- 後藤を待ちながら〜（原案 千葉哲也,光岡湧太郎による二人芝居　演劇企集団THE・ガジラ　鐘下辰男脚本演出）
- 無頼（高田裕司プロデュース　大森寿美男作演出）
- 男的女式（有馬自由プロデュース　大森寿美男作演出）
- いたしかたない人々　幕末奇想天外（劇団疾風DO党　福田卓郎作演出）
- 悶々（東地宏樹プロデュース 球団ゼッツ　板坂尚作演出）
- 午前3時のおやつ（球団ゼッツ　板坂尚作演出）
- あいう落ち葉の、、（球団ゼッツ　宮川賢作演出）
- お引越し（球団ゼッツ　門肇作演出）
- 筒井ワールド　日の丸酒場(BIG FACE  井沢弘脚本演出） 他多数

### 朗読
- 民家巡礼〜向井潤吉の戦後〜　(日曜美術館　NHK Eテレ）
- 竹久夢二の大正ロマン〜夢二の絵に詩をのせて〜（日曜美術館　NHK Eテレ）
- 静かな闘い〜松本峻介のアトリエ〜 (日曜美術館　NHK Eテレ）
- ひだるま槐多〜村山槐多の絵と詩〜 (日曜美術館　NHK Eテレ）
- 異色の戦争画〜知られざる従軍画家・小早川秋聲 (日曜美術館　NHK Eテレ）
- 真を写す眼　渡辺華山 (日曜美術館　NHK Eテレ）
- 自然児、棟方志功〜師・柳宗悦との交流〜 (日曜美術館　NHK Eテレ）
- 雄々しき日本画〜横山操、伝統への挑戦〜 (日曜美術館　NHK Eテレ）
- 水木しげるの妖怪画 (日曜美術館　NHK Eテレ）
- 遠い日の風景〜谷内六郎の世界〜 (日曜美術館　NHK Eテレ）他
- 鉄路の記憶（ニッポン印象派　NHK BS4K）
- 彩りの島　魅惑の海（ニッポン印象派　NHK BS4K）
- 震えるまなざし〜撮影者たちが残したことば〜　国立広島原爆死没者追悼平和祈念館　展示映像

### 語り
- 独裁者ヒットラー〜演説の魔力〜（NHK BS1スペシャル)
- 原爆救護〜被爆した兵士の歳月〜（NHK BS1スペシャル) ー第33回ATP賞グランプリ作品ー

- ジャパニ ～ネパール出稼ぎ村の子供たち～（NHK BS1スペシャル)
- 少年たちの連合艦隊～"幸運艦"雪風の戦争～（NHK BS1スペシャル)
- BS4K シリーズ　日本の世界遺産
- 空の証言者 〜ガンカメラが見た太平洋戦争の真実〜（NHK BS1スペシャル)
- 歩兵11連隊の太平洋戦争（NHK BS1スペシャル)
- 特派員たちの日中国交正常化　50年後の証言（NHK BS1スペシャル) 他
- F I F Aワールドカップ2022 日本代表全記録 (NHK地上波)
- おもいで映画館フィルムがつむぐ物語 (NHK)
- 阪神・淡路大震災から15年 神戸新聞の7日間 〜命と向き合った被災記者たちの闘い〜（CX）
- 男前列伝　(NHK BS)
- 巨匠たちの肖像(NHK BS)
- こんにちは！動物のあかちゃん(NHK地上波)
- 映画女優　高峯秀子(CS)
- ノンフィクションW撮影監督・山本英夫〜三谷幸喜の夢を語る〜(wowow)
- バラエティ　びっくりいむ（EX)
- ユーキャンCD全集　「聞いて味わう人生の名言150」 他多数

### テレビアニメ
- 機動新世紀ガンダムX - ナレーション[6]、D.O.M.E. 役
- 逮捕しちゃうぞ SECOND SEASON- 本田敏郎 役[7]
- 新ジャングル大帝
- 機動警察バトレイバー　他多数

### OVA
- 銀河英雄伝説 - グリース 役　他多数

### ドラマCD
- 炎の蜃気楼 まほろばの龍神 - 仰木高耶 / 上杉景虎 役　　他多数

### CM
- ダイハツ「ムーヴラテ」
  - 『いないないキャー篇』（大貫亜美、下山葵らと共演）
  - 『ハサミはどこカニ?篇』（大貫亜美と共演）
  - 『はにわでスイマセン篇』（大貫亜美、関塚まいこらと共演）
- ソニー損保「ティアラ家族」
- 地デジCM関東
- スカパー「家族でe2」
- 薩摩恵比寿堂「酔神」　他多数

### CMナレーション
- ANA　企業CM「夢見るヒコーキ。ANA」
  - 『バースデーケーキ篇』
  - 『あこがれのJAZZ CLUB篇』
- NTTdocomo（ラジオCM）
- ACジャパン 2011年度支援キャンペーンCM「難民のための、希望の5文字」　他多数

### 映画予告
- バタフライエフェクト
- 青の炎
- 幸せはシャンソニア劇場から
- ストロベリーショートケイクス
- メトロに乗って
- プロミストランド
- 家路
- 天使の分け前
- -SHAME-シェイム
- フランス組曲
- グランドフィナーレ
- ディーン　君がいた瞬間
- たかが世界の終わり
- そして父になる(ショート版)
- 嘘を愛する女
- ジェーン
- 荒野にて
- 犬が島
- 誰もがそれを知っている
- よこがお
- MOTHER マザー
- グリーンランド   他多数

### その他コンテンツ
- ど人生『忘れられた男』『生きる男』（2008年）[8]